# Tatsunori Arai
Tatsunori Arai (新居 辰基 Arai Tatsunori?, nacido el 22 de diciembre de 1983 en Hokkaido) es un exfutbolista japonés. Jugaba de delantero y su último club fue el Sagan Tosu de Japón.

## Trayectoria

### Clubes
| Club              | País  | Año         |
| ----------------- | ----- | ----------- |
| Consadole Sapporo | Japón | 2002 - 2004 |
| Shizuoka FC       | Japón | 2004        |
| Sagan Tosu        | Japón | 2005 - 2006 |
| JEF United Chiba  | Japón | 2007 - 2009 |
| Shonan Bellmare   | Japón | 2010        |
| Sagan Tosu        | Japón | 2011        |

## Estadística de carrera

### J. League
| Club              | Año   | J. League | J. League | Copa J. League | Copa J. League | Total | Total |
| Club              | Año   | Part.     | Goles     | Part.          | Goles          | Part. | Goles |
| ----------------- | ----- | --------- | --------- | -------------- | -------------- | ----- | ----- |
| Consadole Sapporo | 2002  | 5         | 2         | 3              | 0              | 8     | 2     |
| Consadole Sapporo | 2003  | 35        | 3         | -              | -              | 35    | 3     |
| Consadole Sapporo | 2004  | 27        | 3         | -              | -              | 27    | 3     |
| Sagan Tosu        | 2005  | 39        | 17        | -              | -              | 39    | 17    |
| Sagan Tosu        | 2006  | 36        | 23        | -              | -              | 36    | 23    |
| JEF United Chiba  | 2007  | 25        | 5         | 5              | 0              | 30    | 5     |
| JEF United Chiba  | 2008  | 23        | 3         | 5              | 2              | 28    | 5     |
| JEF United Chiba  | 2009  | 24        | 2         | 4              | 1              | 28    | 3     |
| Shonan Bellmare   | 2010  | 17        | 0         | 3              | 0              | 20    | 0     |
| Sagan Tosu        | 2011  | 12        | 1         | -              | -              | 12    | 1     |
| Total             | Total | 243       | 59        | 20             | 3              | 263   | 62    |